# Dieter Schnebel
Dieter Schnebel (ur. 14 marca 1930 w Lahr, zm. 20 maja 2018 w Berlinie) – niemiecki kompozytor.

## Życiorys
Jako dziecko uczył się gry na fortepianie u Wilhelma Sieblera. W latach 1945–1949 był uczniem Wilhelma Rescha w Villingen, następnie w latach 1949–1952 studiował teorię i historię muzyki w Hochschule für Musik we Fryburgu Bryzgowijskim u Ericha Dofleina. W 1950 roku uczestniczył w Międzynarodowych Letnich Kursach Nowej Muzyki w Darmstadcie. Od 1952 do 1955 roku studiował teologię, filozofię i muzykologię na uniwersytecie w Tybindze, uzyskując tytuł doktora na podstawie pracy o muzyce Arnolda Schönberga. Po ukończeniu studiów kontynuował naukę fortepianu u Hansa von Besele w Musikhochschule w Stuttgarcie. Od 1963 do 1970 roku pracował jako nauczyciel religii we Frankfurcie nad Menem, następnie od 1970 do 1976 roku w gimnazjum w Monachium. Od 1976 do 1995 roku uczył muzyki eksperymentalnej i teorii w Hochschule der Künste w Berlinie.
W 1972 roku założył Arbeitsgemeinschaft für Neue Musik, przygotowując z uczniami łatwy repertuar muzyki współczesnej i organizując koncerty. Członek berlińskiej Akademie der Künste (1991), Freie Akademie der Künste w Lipsku (1991) i Bayerische Akademie der Schönen Künste w Monachium (1995). Był autorem prac Mauricio Klagel: Musik, Theater, Film (1970), Denkbare Musik: Schriften 1952–1972 (1972), MO-NO: Musik zum Lesen (1973), Anschläge-Ausschläge: Texte zur Neuen Musik (1994).

## Twórczość

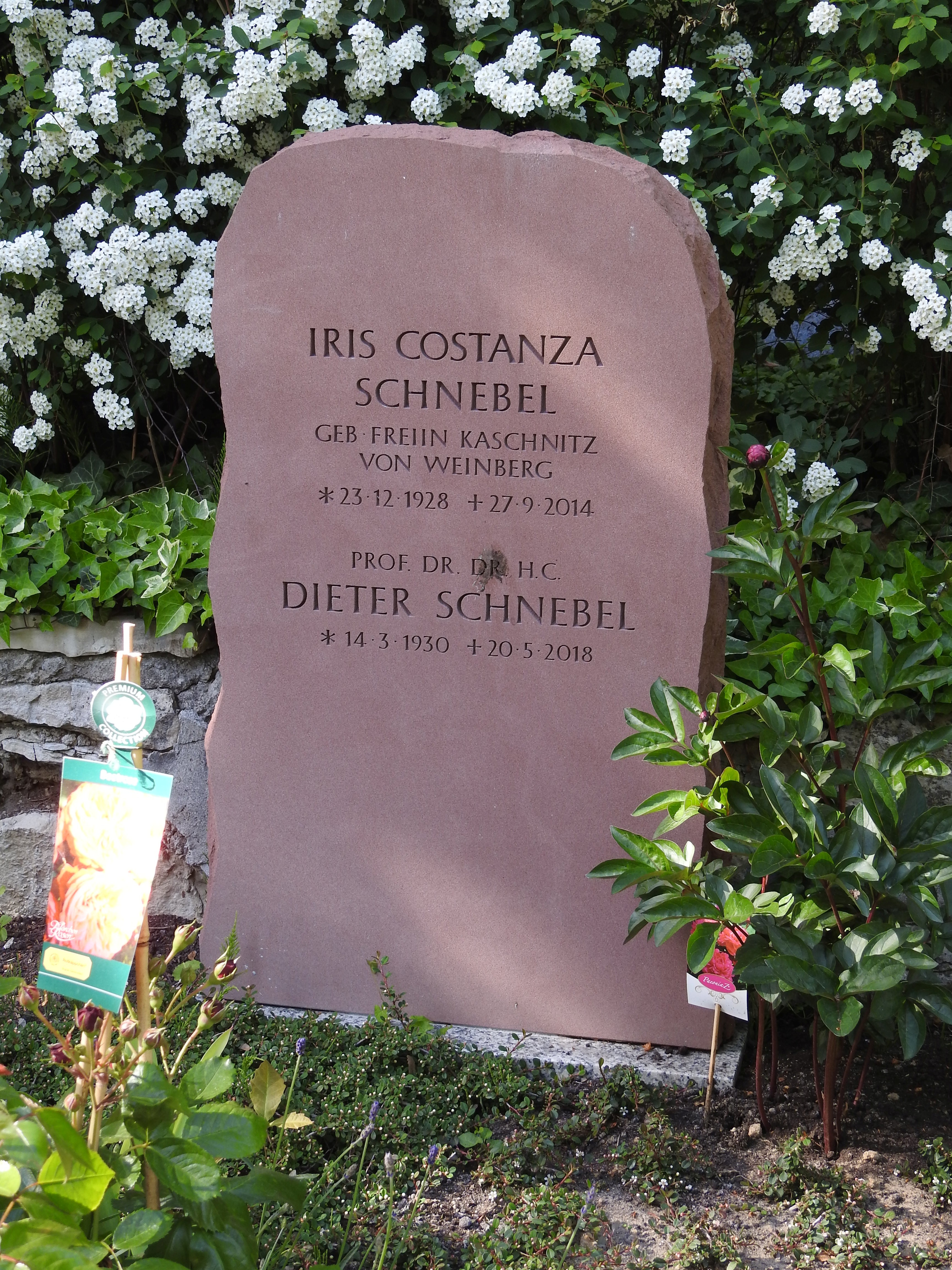
Grób Schnebela (cmentarz w Dahlem, Berlin)

Początkowo pod wpływem kursów darmsztadzkich interesował się serializmem, jednak pod wpływem Johna Cage’a przyjął skrajną postawę, wykorzystując dźwięki niezależnie od ich walorów estetycznych i źródła pochodzenia. Interesował się procesem wydobywania dźwięku i jego artykulacji, wielu kompozycjom nadając formę szkicową, konceptualną. Jako źródło dźwięku wykorzystywał m.in. oddech czy krzyk, posługiwał się także elementami wizualnymi, gestami i ruchami ciała. Odrzucił tradycyjne pojęcie dzieła muzycznego, swoje kompozycje układał w cykle oparte na wspólnym założeniu.
W latach 70. wrócił do bardziej tradycyjnych form i zaczął sięgać do muzyki poprzednich epok, nie porzucając jednak awangardowego języka dźwiękowego. Typowy dla tego okresu twórczości jest cykl Re-Visionen, w którym dokonał daleko idących opracowań fragmentów lub wyrywkowych momentów dzieł wielkich kompozytorów od Beethovena do Weberna.

## Kompozycje
(na podstawie materiałów źródłowych)

### Utwory orkiestrowe
- Versuche I–IV (1953–1956, wersja zrewid. 1964)
- Webern-Variationen (Re-Visionen I, 3) na orkiestrę kameralną (1972)
- Canones (1975–1977)
- Orchestra (1974–1977)
- Schubert-Phantasie (Re-Visionen I, 5) (1978)
- Thanatos-Eros (Tradition III, 1) (1979–1982; nowa wersja 1985)
- Sinfonie-Stücke (1984–1985)
- Mahler-Moment (Re-Visionen II, 4) na smyczki (1985)
- Sinfonie X na orkiestrę, alt i taśmę (1987–1992)
- Mozart-Moment (Re-Visionen II, 3) na małą orkiestrę (1988–1989)
- Verdi-Moment (Re-Visionen II, 5) (1989)
- Janáček-Moment (Re-Visionen II, 1) (1991–1992)
- inter na małą orkiestrę (1994)

### Utwory kameralne
- Analysis (Versuche I) na instrument smyczkowy i perkusję (1953)
- Stücke na kwartet smyczkowy (1954–1955)
- anschläge-ausschläge (Modelle No. 5) na flet, wiolonczelę i klawesyn (1965–1966)
- In motu proprio (Tradition I) na 7 wiolonczel i 7 klarnetów (1975)
- Drei-Klange (Räume 4) na zespół kameralny (1976–1977)
- B-Dur-Quintett (Tradition II, 1) na 2 skrzypiec, altówkę, wiolonczelę i fortepian (1976–1977)
- Handwerke-Blaswerke I na instrument dęty, instrument smyczkowy i perkusję (1977)
- Rhythmen (aus Schulmusik) na perkusję (1977)
- Pan na flet i wiolonczelę (1978; wersja zrewidowana 1988)
- Beethoven-Symphonie (Re-Visionen I, 2) na zespół kameralny (1985)
- 5 Inventionen na wiolonczelę (1987)
- Marsyas na klarnet basowy i perkusję (1987)
- Circe na harfę (1988)
- Sisyphos na 2 instrumenty dęte (1990)
- 4 Stücke na skrzypce i fortepian (1991)
- Languido na flet basowy i live electronics (1992–1993)

### Utwory fortepianowe
- espressivo (Modelle No. 2) (1961–1963)
- concert sans orchestre (Modelle No. 3) (1964)
- Bagatellen (1986)
- Monotonien na fortepian i live electronics (1988–1989)

### Utwory organowe
- Zwischenfugen (Tradition IV, 1) (1979–1982)

### Utwory wokalne
- Für Stimmen (...missa est) na chór (1956–1969)
- Das Urteil na chór, orkiestrę i taśmę (1959; wersja zrewidowana 1990)
- Glossolalie 6 (Projekte IV) na 3–4 recytatorów i 3–4 instrumentalistów (1960–1961)
- Bach-Contrapuncti (Re-Visionen I, 1) na chór (1972–1976)
- Wagner-Idyll (Re-Visionen I, 4) na głos i zespół kameralny (1980)
- Lieder ohne Worte (Tradition III, 3) na głos i 2 instrumenty (1980–1986)
- 5 Geistliche Lieder von Bach na głos i małą orkiestrę (1984)
- Missa (Dahlemer Messe) na 4 solistów, chór, orkiestrę i organy (1984–1987)
- Metamorphosenmusik na głos i zespół kameralny (1986–1987)
- Schumann-Moment (Re-Visionen II, 2) na głosy, harfę i perkusję (1989)
- Chili na 3 recytatorów, 4 śpiewaków i zespół kameralny (1989–1991)
- Lamento di Guerra na mezzosopran i organy lub syntezator (1991)
- Mit diesen Händen na głos i wiolonczelę (1992)
- Kaschnitz-Gedichte na recytatora i fortepian (1994)

### Utwory sceniczne
- ki-no (Räume 1) (1963–1967, wyst. Monachium 1967)
- Maulwerke (1968–1974, wyst. Donaueschingen 1974)
- Körper-Sprache (1979–1980, wyst. Metz 1980)
- Jowaegerli (Tradition IV, 1) (1982–1983, wyst. Baden-Baden 1983)
- Zeichen-Sprache (1987–1989, wyst. Berlin 1989)
- Chili (Tradition IV, 2) (1989–1991, wyst. Hamburg 1991)